# Breitenstein (Hoher Fläming)
Breitenstein war eine wüste Feldmark im Hohen Fläming und ging in Grubo und Bergholz auf, im 21. Jahrhundert Ortsteile der Gemeinde Wiesenburg/Mark bzw. der Stadt Bad Belzig im Landkreis Potsdam-Mittelmark in Brandenburg.

## Geografische Lage
Die wüste Feldmark lag nordöstlich von Grubo. Nordöstlich von Grubo wiederum liegt am Ausgang der Brautrummel ein Findling, der im Volksmund Breede Stein genannt wird.

## Geschichte
Die Siedlung wurde im Jahr 1388 erstmals als von dem Breytinsteyn urkundlich erwähnt. Dort gab es im genannten Jahr einen Richter, der ½ Schock Abgaben leisten musste.  Der Lehenmann zahlte 20 Groschen (gr) – laut Rohrlach ein Hinweis darauf, dass Breitenstein schön wüst war. Als sicher gilt, dass die Feldmark im Jahr 1426 unbewohnt war. Sie gehörte vor 1426 bis um 1550/1552 der Vogtei bzw. Pflege bzw. Amt Belzig, die es 1506 an einen Einwohner aus Grubo verlehnte. Um 1550/1552 übernahm das Amt Belzig-Rabenstein die Feldmark. Zu dieser Zeit gab es einen Fünferbhufner aus Grubo, der die wüste Gerichtsbarkeit aus Breitenstein sowie drei freie Gerichtshufen hielt. Dieser Bauer erschien erneut im Jahr 1565 und besaß fünf Breitensteiner Hufen. Neun weitere Einwohner aus Grubo bewirtschafteten je zwei wüste Hufen. Die Feldmark war demnach 23 Hufen groß.
Im Jahr 1682 hielt ein Einwohner aus Grubo drei wüste Breitensteiner Hufen zum Lehen. Zehn weitere Einwohner aus Grubo bewirtschafteten je zwei Hufen. Im Jahr 1718 waren es 22 Hufen auf der Breitensteiner Mark, die von den Einwohnern aus Grubo genutzt wurden. Dort brachten sie auf jeder Hufe 3 Dresdner Scheffel Aussaat aus. Der Fünfhufnerhof aus Grubo besaß im Jahr 1806 ebenfalls fünf wüste Hufen in Breitenstein. Sieben Vierhufner besaßen je zwei wüste Hufen, ein Vierhufner eine wüste Hufe, ein Dreihufner zwei wüste Hufen. Im Jahr 1822 wurden 22 Hufen (darunter drei Lehnhufen) aus Grubo sowie eine Hufe von Bergholz aus genutzt. Die drei Lehnhufen wurden im Jahr 1834 dem Hufner Christian Kühnemann als Allod zugeschlagen. Die Feldmark ging anschließend in der Feldmark Grubo und Bergholz auf und wurde nicht wieder besiedelt. Der Zehnt ging im genannten Jahr an den Superintendenten aus Belzig. Die formale Trennung erfolgte jedoch erst durch einen Rezess im Jahr 1877.